# وینتروپ (مینه‌سوتا)
وینتروپ، مینه‌سوتا (به انگلیسی: Winthrop, Minnesota) یک شهر در ایالات متحده آمریکا است که در شهرستان سیبلی، مینه‌سوتا واقع شده‌است.

## خصوصیات
وینتروپ ۲٫۷۵ کیلومترمربع مساحت و ۱٬۳۹۹ نفر جمعیت دارد و ۳۱۶ متر بالاتر از سطح دریا واقع شده‌است.